# Kaple Jména Panny Marie (Mladotice)
Kaple Jména Panny Marie je barokní stavba v Mladoticích, první realizace J. B. Santiniho-Aichela pro cisterciácký klášter v Plasích na severním Plzeňsku. Patří mezi přední ukázky vrcholné barokní architektury v Čechách a od roku 1964 je chráněna jako kulturní památka.
Kaple se vyznačuje složitým matematickým a ikonografickým programem a symbolikou charakteristickou pro Santiniho další stavby. Její architektura je založena na motivu šesticípé hvězdy: v exteriéru především svým šestiúhelníkovým půdorysem s konkávně prohnutými zdmi, v interiéru pak vytvářejí hvězdy v klenbě a lucerně díky světelným podmínkám zdání jedné mariánské dvanácticípé hvězdy. Velká okna v ose stěn vytvářejí ambientní osvětlení nad hlavami návštěvníků, prostor samotné lucerny je pak díky svému přesvícení a od něj sestupujícímu světlu živým symbolem zářící hvězdy.

## Historie místa
Dnešní kaple stojí na místě románské kaple svaté Hedviky (Hedissy), kterou podle pozdní klášterní tradice získali plaští cisterciáci směnou a doplatkem od benediktinského kláštera v Kladrubech spolu se statkem roku 1205. V potvrzení majetku plaského kláštera papežem Inocencem IV. z roku 1250 je nicméně uváděna jen grangie Mladotice a grangiální kaple zasvěcená sv. Hedisse a později sv. Kateřině.
Roku 1405 dali cisterciáci svému poddanému Martinovi, synu Přibíka z Černé Hati, náhradou za dlužných 80 kop grošů dědičnou mladotickou rychtu a učinili jej svobodným. K rychtě patřily dva svobodné lány, třetina pokut, dvůr s kaplí a svobodná krčma s právem vařit pivo. Rychtář Martin měl kapli ochraňovat a starat se o ni jako předchozí rychtář.
V průběhu válek byla kaple pravděpodobně poškozena a znovu obnovena cisterciáky, kteří ji zasvětili svaté Kateřině.
Mladotičtí se v 16. století přiklonili k protestantství a kaple pozbyla jejich úcty. Rychtář Brož, který ji měl udržovat pro bohoslužby, v kapli skladoval dříví, slámu a choval slepice a husy. Plaský opat Adam Wild se proto rozhodl zpochybnit výsady z roku 1405 a dědičnou rychtu odebrat. Když se rychtář Brož se svými syny ohradil, neváhal je vsadit do vězení. Celý spor byl nakonec řešen před českou zemskou komorou, která rozhodla ve prospěch kláštera. Brož o dědičné rychtářství přišel a v úřadu se střídali mladotičtí poddaní.
Za třicetileté války byla kaple svaté Kateřiny pravděpodobně poškozena, ale cisterciáci ji opět opravili. Usedlost rychty s kaplí vlastnil později pekař Ondřej Trop, po jeho smrti přešla ve značně špatném stavu do majetku Benedikta Honomona, jehož potomci usedlost užívali až do roku 1698. Tehdy usedlost se zchátralou kaplí koupil opat Ondřej Trojer a připojil ji k bývalému dvoru Jana Tillingera. Roku 1707 byla pobořená kaple svaté Kateřiny stržena.

## Nová kaple
Novou kapli nechal opat Evžen Tyttl vybudovat na stejném místě dle projektu J. B. Santiniho-Aichela. Jeho autorství je doloženo písemným dokumentem nalezeným při opravách v roce 2009. Pokládání základního kamene 2. května 1708 se zúčastnil opat se všemi obyvateli konventu. O dva roky později byla kaple dokončena a 14. září 1710 opat kapli slavnostně požehnal. Zasvěcení kaple v sobě spojuje základní cisterciácké zaměření na Pannu Marii s novou barokní úctou ke Jménu Panny Marie, jehož svátek byl určen v roce 1683. Kaple Jména Panny Marie byla prvním projektem J. B. Santiniho-Aichela pro plaský klášter i jeho raným dílem, přesto se jedná o stavbu výjimečně kvalitní a zajímavou.
Opat Tyttl si mladotickou kapli zřejmě oblíbil – jen do konce roku 1710 ji navštívil ještě patnáctkrát. V následujících letech kapli navštěvoval méně, přesto stále pravidelně. Poslední jeho zápis v pamětní knize je z podzimu 1736, kdy mu bylo již 70 let.
V kapli se konaly několikrát měsíčně bohoslužby až do zrušení kláštera v roce 1785. Po zrušení kláštera za vlády Josefem II. přešla kaple v Mladoticích jako všechen majetek plaského kláštera do správy náboženského fondu. Uvažovalo se o jejím zboření, ale obyvatelé Mladotic uspořádali mezi sebou sbírku a rychtář jménem obce 24. ledna 1800 kapli za 107 zlatých a 55 krejcarů odkoupil. Obec se zavázala opravovat kapli na věčné časy, neboť si Pannu Marii zvolila za svou patronku. Bohoslužby v kapli příležitostně sloužili světští kněží – do roku 1857 z fary v Žebnici, později z fary ve Strážišti. 

V roce 1885 zasáhl Mladotice velký požár, při kterém byla poškozena kopule kaple. Opravena byla roku 1894 a vrchol byl osazen křížem s šesticípou hvězdou.
Kaple se stala předmětem sporu v roce 1921, kdy nárok na pořádání vlastních bohoslužeb vznesla i nová československá církev husitská. Obecní zastupitelstvo, které kapli vnímalo jako obecní majetek, se usneslo, že v kapli budou slouženy mše československé i katolické. Katolický farář ze Strážiště s usnesením nesouhlasil a stěžoval si na hejtmanství. Spor rozhodl až v roce 1929 Okresní úřad v Kralovicích ve prospěch římsko-katolické církve. Obec se odvolala, ale zemský úřad odvolání zamítl, neboť se prokázalo, že kaple vždy sloužila katolickým bohoslužbám a pro tento účel byla i obcí koupena. 
V letech 2008–2009 prošla rozsáhlou rekonstrukcí. Exteriér kaple je opraven a kontrastuje se zanedbaným vzhledem dvou křídel dvora.

## Popis

### Exteriér

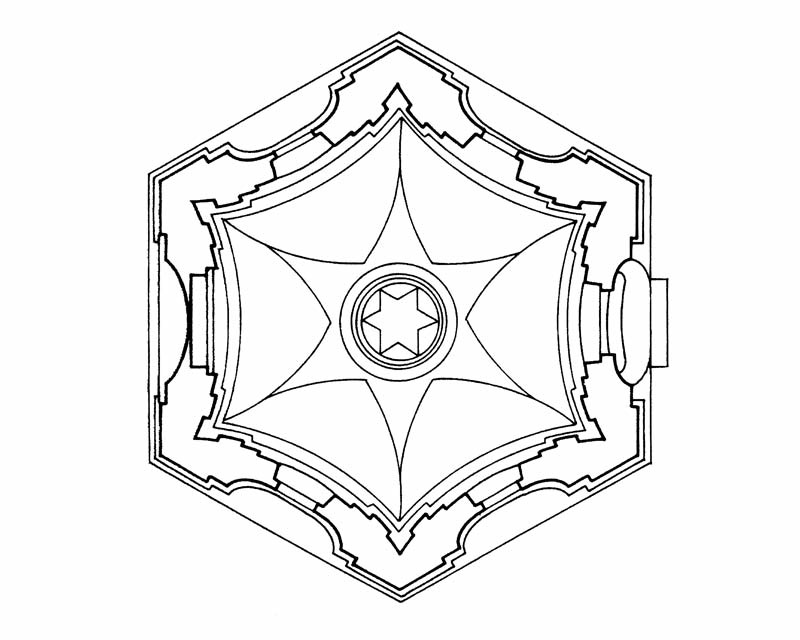
půdorys kaple

Projekt kaple Jména Panny Marie je důkazem Santiniho geniální virtuozity, založené na geometrické spekulaci a variacemi na motiv hvězdy. Jedná se o centrální stavbu na půdorysu šestiúhelníku. Geometrické schéma půdorysu je vytvořeno z navzájem se protínajícími kružnicemi. Výsledkem toho je šestiúhelník s konkávně prohnutými stranami a s protaženými cípy nároží. Dojem hvězdy vytváří v exteriéru právě až manýristické napětí mezi pevným protaženým nárožím a propadajícími se plochami stěn. Okna mají profilovaná ostění se svazkovým klenákem nad každým z nich. Nároží je bosované a spolu s ostěním oken a hlavní římsou je cihlově červené. Plochy stěn jsou potom žluté. Hlavní portál je zdoben velkým kamenným znakem plaského opata Evžena Tyttla, pod kterým je umístěn štítek s pamětním nápisem.
Kaple je zastřešena takzvanou vlašskou kupolí. I ona svou skladbou ploch s akcentovanými liniemi vyvolává, v kombinaci s lucernou, představu hvězdy. Nárožní pilíře lucerny jsou, stejně jako okraje střechy, výrazně zašpičatělé a tvoří jakousi kostru, která je vyplněna skleněnou plochou. Nejdůležitější je zde motiv vytočení lucerny od hlavního půdorysu o polovinu určujícího úhlového intervalu. Tím je pak tvořen dojem hvězdy nejvýrazněji. Na severní straně v rovině korunní římsy baldachýn v podobě cibulové báně s měděným plechem kryje malý zvon.
Urbanistické umístění kaple jen podtrhovalo její význam. Jako hvězda se kaple Jména Panny Marie snesla do údolí na pokraj velikého rybníka, ve kterém se i jako hvězda zrcadlila. Zároveň zářila nad doškovými střechami jako nad Betlémem. Nedaleko ní stál poplužní dvůr, v němž stála nezbytná hospoda a také kamenná rychta, asi pozůstatek z tvrze, z níž zbylo ve zdivu střílnové okénko a gotický portálek.

### Interiér

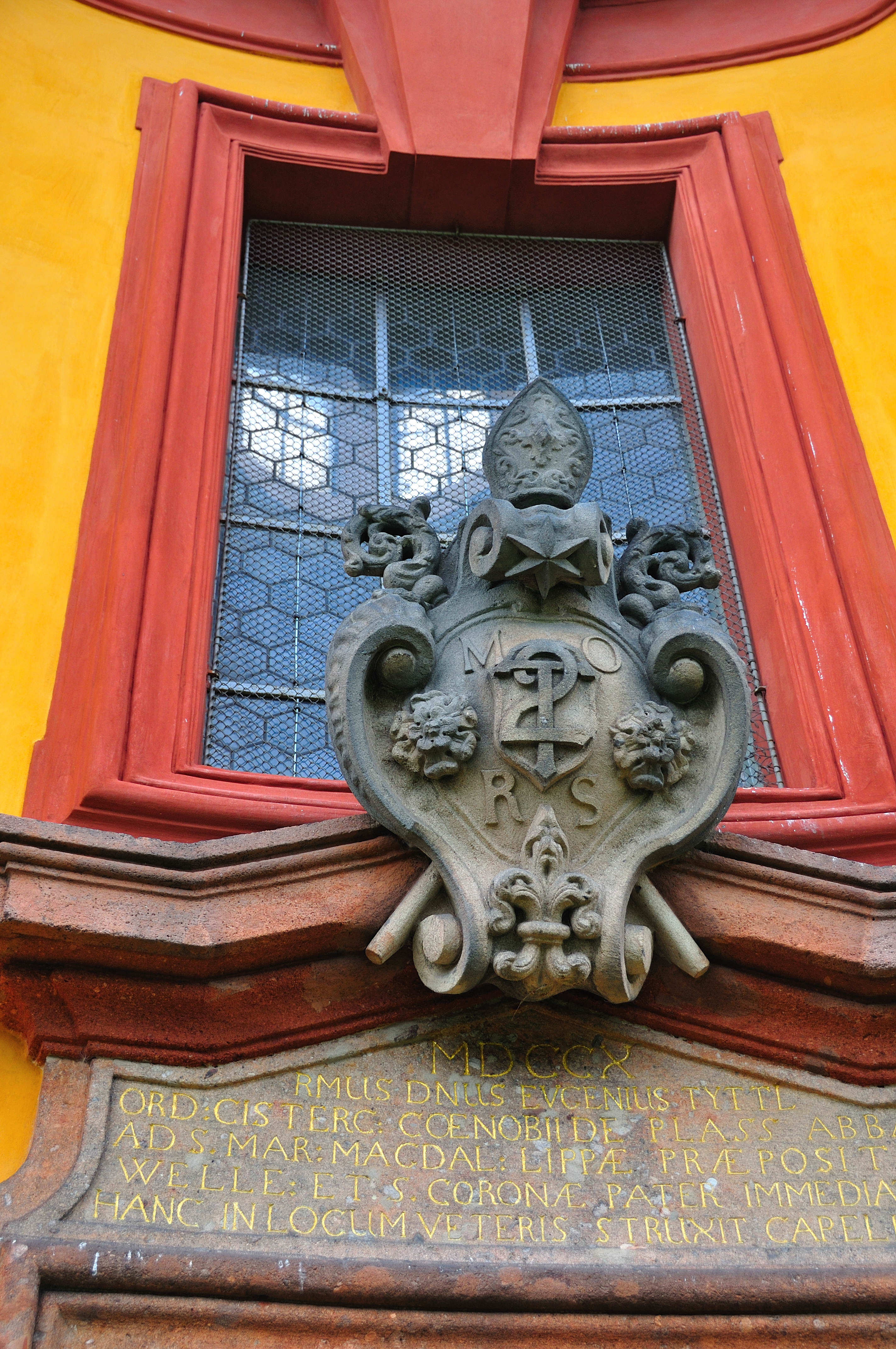
kartuš se znakem plaského kláštera

V interiéru je motiv hvězdy v půdorysu vidět hned dvakrát, vždy jako výsledek konstrukční úvahy. Nejprve v zaklenutí, kdy je báň protnuta šesti výsečemi, které ve finále tvoří dojem hvězdy stejně jako mělká kopule lucerny. V obou případech je efekt tvaru podpořen chytrou manipulací se světlem. V lodi je světlo dovnitř pouštěno velkými obdélnými okny, která jsou umístěna v každé hlavní ose konvexně prohnuté plochy stěny. Tím jak jsou okna umístěna vysoko, kumuluje světlo nad hlavami diváků a vytváří tak souvisle prozářenou atmosféru, skrze niž vnímáme hvězdy kleneb. V malé lucerně je řešení světla odlišné. Její plášť je téměř celý tvořen ze skla a členěn jen subtilními pilířky. Díky tomu je tento prostor až přezářen a vzhledem k tomu, že z pohledu zespoda nejsou téměř vidět, tvoří to v nás iracionální dojem zářící hvězdy, vznášející se v prostoru nad námi. Obě tyto hvězdy opět vykazují ono vytočení lucerny vůči půdorysu lodi, jaké se projevuje už v exteriéru a tak vytvářejí dojem dvanácticípé Mariánské hvězdy. Interiér je v rozích členěn sdruženými pilíři s jónskými hlavicemi. Každý pilastr je pak zdoben pozlacenou šesticípou hvězdou. I hlavní oltář souzní s celou ikonografickou koncepcí kaple. Sestává z drobného bohatě vyřezávaného ciboriového oltáře, nad nímž visí obraz Panny Marie, jíž kladou andělé na hlavu velkou korunu – jako královně nebes. Obraz je umístěn v rámu opět ve tvaru šesticípé hvězdy. Právě za tímto obrazem byla nalezena zakládací listina. Ve které je zmínka, že polopostavu Panny Marie na půlměsíci s paprsčitou svatozáří snad zhotovil malíř Petr Brandl, který opravdu pro opata párkrát pracoval. Tato malba je však i po restaurátorském zákroku tak zasažena pozdějšími přemalbami, že toto autorství bohužel nelze po formálně-stylistické analýze potvrdit. Klenbu kaple mezi cípy hvězdy zdobí šestice medailonů zachycující výjevy setkání cisterciáckých světců s Pannou Marií, vylíčených v jejich životopisech. Tyto práce provedl rakouský malíř Jakub Pink. Byla to jeho první práce pro plaské opatství a zřejmě se velice osvědčil, protože se posléze stal dvorním malířem opata Tyttla. Rámy medailonů zdobí heraldické motivy plaského kláštera, jsou jimi hvězda, lilie a růže, které jsou zároveň atributy Panny Marie. Na klenbě lucerny se pak vznáší holubice, jako symbol Ducha Svatého. Z mobiliáře se dochovala dvě skříňová klekátka s kováním a vyřezávaná kazatelna, na jejímž vrcholu stávala socha svatého Bernarda. Celá kaple je vymalovaná v oblíbených Santiniho barvách, ve světle zelené a růžové.

### Symbolika

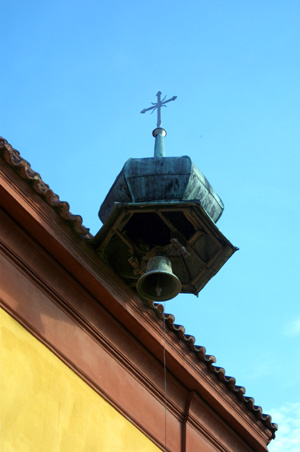
Baldachýn se zvonem

Hlavním ikonografickým významem hvězdy je Panna Marie. Ta je zde zjevena jako hvězda v záplavě světla a zpřítomněna jako nadvláda božského nad hmotou a temnotou, jako zpřítomnění Světla na zemi. Panna Marie je i Matkou Boží a je tedy celým svým životem nejdůležitější spojnicí mezi nebem a zemí v celých dějinách. Udržuje celistvost Kosmu, kterému vládne Boží Řád a Vůle. Tato až ontologická oslava Panny Marie je čitelná i celé z dispozice centrální kaple, dominance vertikality, v jejím formování a spojení obrazce hvězdy a zpřítomnění světla v estetickém řádu stavby. Nahrazení staré svatyně novou kaplí a novým zasvěcením, je zde tedy aktem znovu založením ve velice podstatném smyslu jako zjevení řádu stvořeného světa a posílením a prohloubením tradiční posvátné struktury místa.
Šesticípá hvězda má ovšem i jinou symboliku. Šestka je kosmické číslo – může symbolizovat šest dní ve kterých byl stvořen svět. Je ale také dávným symbolem rovnováhy, stromu života, magickým hexagramem, který je považován za symbol spojení ducha a hmoty. Hvězda je symbolem zrození, zářila nad chlévem, kde se narodil Ježíš Kristus a donedávna se psávala k datu narození.
Počet 12 hvězd na hlavicích pilířů interiéru kaple také může odkazovat na 12 mnichů, kteří podle řeholní tradice zakládali nový klášter. Také je zřejmě též upomínkou na 12. rok objednavatele Evžena Tyttla na opatském křesle. Dále byly hvězdami v řádovém pojetí znázorňovány cisterciácké kláštery a jejich mniši jako synové světla. Toto je vidět i na obraze opata Tyttla jako generálního vikáře, kde jsou kláštery české provenience vyznačeny jako hvězdy. Šesticípou hvězdu také najdeme v samotném plaském znaku. V Mariánské Týnici jsou věže místo klasickým křížem zakončené šesticípou hvězdou, stejně tak na hrotici v Mladoticích. Dvanáct hvězd má také Panna Marie na svatozáři. V této kapli jsou vyjádřeny všechny náboženské i duchovní mariánské symboly.

### Listina

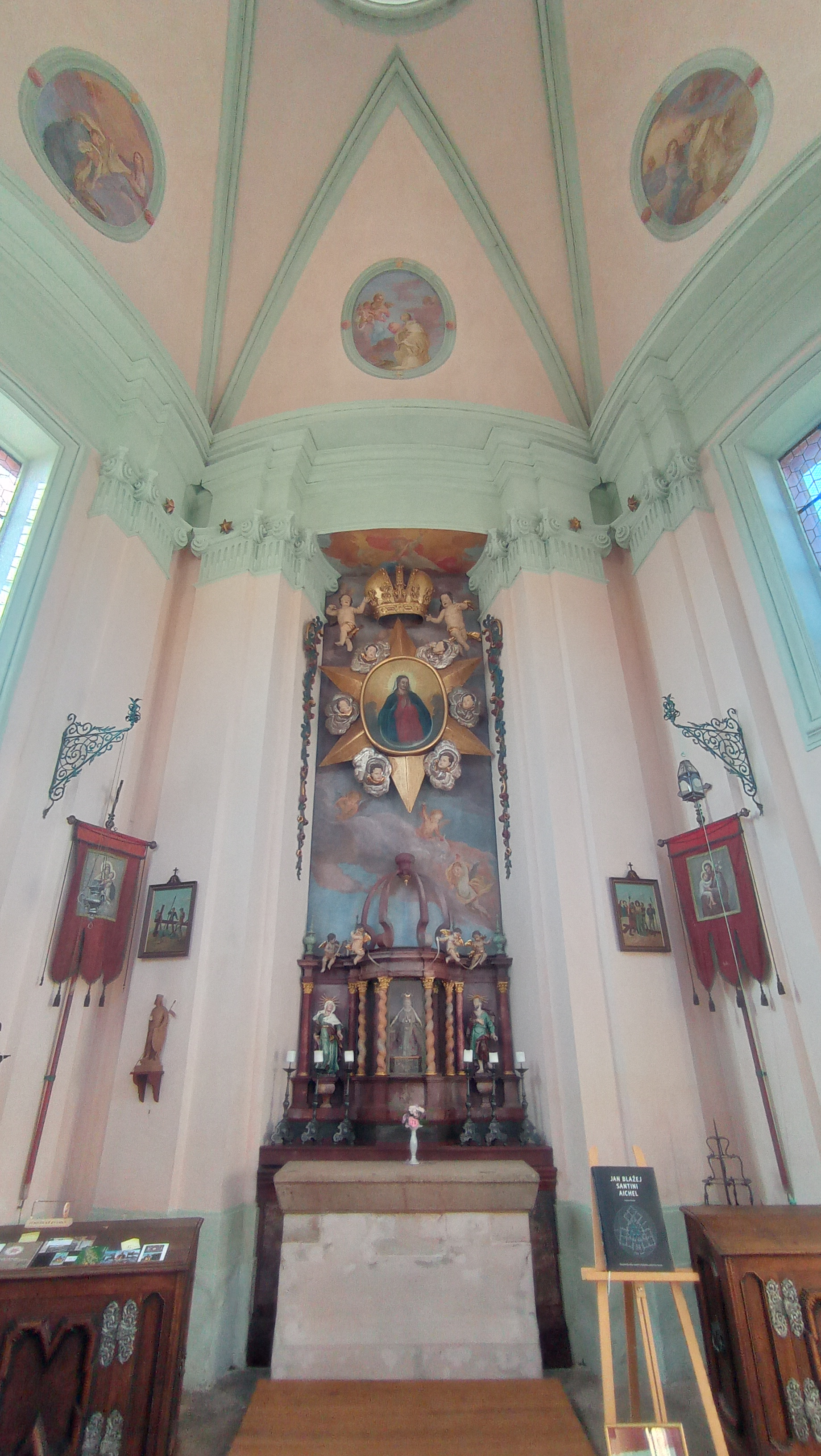
Oltář se soškou Panny Marie

Při restaurování kaple v letech 2008-2009 byla za rámem obrazů na hlavním oltáři nalezena listina, díky níž známe podrobnosti o výstavbě kaple a víme, kdo se na ní podílel. Vedle objednavatele opata Evžena Tyttla a architekta Santiniho, který kapli „vymyslel a nakreslil“, jsou zde zaznamenáni i další nadějní, mnohdy zrovna začínající umělci. Jedná se o zedníka, dva malíře a štafíra. Stavbu prováděl podle Santiniho návrhu kaznějovský poddaný Matyáš Kučera, zedník a polír, kterého Tyttl naučil „umění architektury“. Autorem freskové výzdoby stropu kaple byl Jakub Antonín Pink, rakouský malíř z panství cisterciáckého kláštera Zwettl. Augustin Übereil, byl štafíř a pozlacovač pocházející z braniborského Sommerfeldu. Autorem samotného obrazu Panny Marie by podle listiny byl sám Petr Brandl, což je z hlediska formálně-stylové analýzy  nepravděpodobné. Toto dilema není doposud hlouběji prozkoumáno a čeká na své podrobné probádání.

### Zajímavost
Unikátní architekturu kaple doprovázela pověst, že její vnitřní a vnější obvod je stejný. Podle měření z roku 2009 délka vnějšího obvodu činí 39,514m, délka vnitřního obvodu 39,564m, odchylka je tedy asi 4 cm.
Uprostřed oltáře stojí pod dřevěným baldachýnem soška Panny Marie, jejíž stáří bylo při restaurování datováno do poloviny 15. století. Na počátku 18. století byla její horní část upravena do barokní podoby. Soška byla oblečena do vyšívaných brokátových šatů a na hrudi má šperk, který je vlastně relikviářem.